# Malpaso Productions

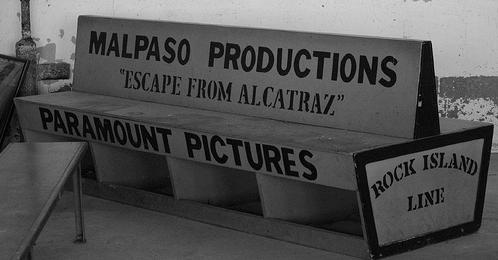
Uma arte no banco, após o filme 'A Fuga de Alcatraz', de Clint Eastwood

Malpaso Productions, originalmente The Malpaso Company, é uma produtora de filmes dos Estados Unidos criada e dirigida por Clint Eastwood. 

## Filmografia

### Como Malpaso Company
- Hang 'Em High (1968)
- Coogan's Bluff (1968)
- Paint Your Wagon (1969)
- Two Mules for Sister Sara (1970)
- The Beguiled (1971)
- Play Misty for Me (1971)
- Dirty Harry (1971)
- Joe Kidd (1972)
- High Plains Drifter (1973)
- Breezy (1973)
- Magnum Force (1973)
- Thunderbolt and Lightfoot (1974)
- The Eiger Sanction (1975)
- The Outlaw Josey Wales (1976)
- The Enforcer (1976)
- Every Which Way But Loose (1978)
- Escape from Alcatraz (1979)
- Any Which Way You Can (1980)
- Firefox (1982)
- Honkytonk Man (1982)
- Sudden Impact (1983)
- Tightrope (1984)
- City Heat (1984)
- Pale Rider (1985)
- Heartbreak Ridge (1986)
- Ratboy (1986)
- Bird (1988)

### Como Malpaso Productions
- The Gauntlet (1977)
- The Dead Pool (1988)
- Pink Cadillac (1989)
- White Hunter Black Heart (1990)
- The Rookie (1990)
- Unforgiven (1992)
- A Perfect World (1993)
- The Bridges of Madison County (1995)
- Absolute Power (1997)
- Midnight in the Garden of Good and Evil (1997)
- True Crime (1999)
- Space Cowboys (2000)
- Blood Work (2002)
- Mystic River (2003)
- Million Dollar Baby (2004)
- Flags of Our Fathers (2006)
- Letters from Iwo Jima (2006)
- Changeling (2008)
- Gran Torino (2008)
- Invictus (2009)
- Trouble with the Curve (2012)
- American Sniper (2014)